# Rosellhibiskus
Rosellhibiskus (Hibiscus sabdariffa) är en perenn ört i familjen malvaväxter med okänd härkomst, men är troligen ursprunglig i tropiska Afrika.
Ettårig till kortlivad perenn halvbuske. Stjälkarna är sparsamt borsthåriga. Bladen är äggrunda och ej flikiga nertill, de övre bladen är 3-7 flikiga med lansettlika flikar. Blommorna kommer ensamma i bladvecken och gula till gulbruna med rött öga, 3-5 cm i diameter.
Två varieteter erkänns:
- var. sabdariffa - välförgrenad, till 2,5 m hög. Blommor gula till gulbruna med ett brunrött öga. Fodret blir köttigt efter att blomman har vissnat och kan hos vissa typer ätas. Stjälkar, blad och foder hos de ätliga typerna har en smak som påminner om tranbär.

- var. altissima Wester, 1914 - upprätt, glest förgrenad till 5 m hög. Blommor gula. Fodret är rött, taggigt och ej köttigt. Odlas för sina långa fibrer som liknar jute.

## Synonymer
- Abelmoschus cruentus Walp., 1842
- Hibiscus acetosus Noronha, 1790
- Hibiscus digitatus Cavanilles, 1787
- Hibiscus fraternus L., 1775
- Hibiscus gossypifolius Miller, 1768
- Hibiscus palmatilobus Baillon, 1885
- Hibiscus rosella hort.
- Hibiscus sanguineus Griff., 1854
- Sabdariffa digitata Kostel., 1836
- Sabdariffa rubra Kostel., 1836